# Phân họ Chóc gai
Phân họ Chóc gai (danh pháp khoa học: Lasioideae) là một phân họ thực vật có hoa trong họ Ráy (Araceae).

## Hình ảnh

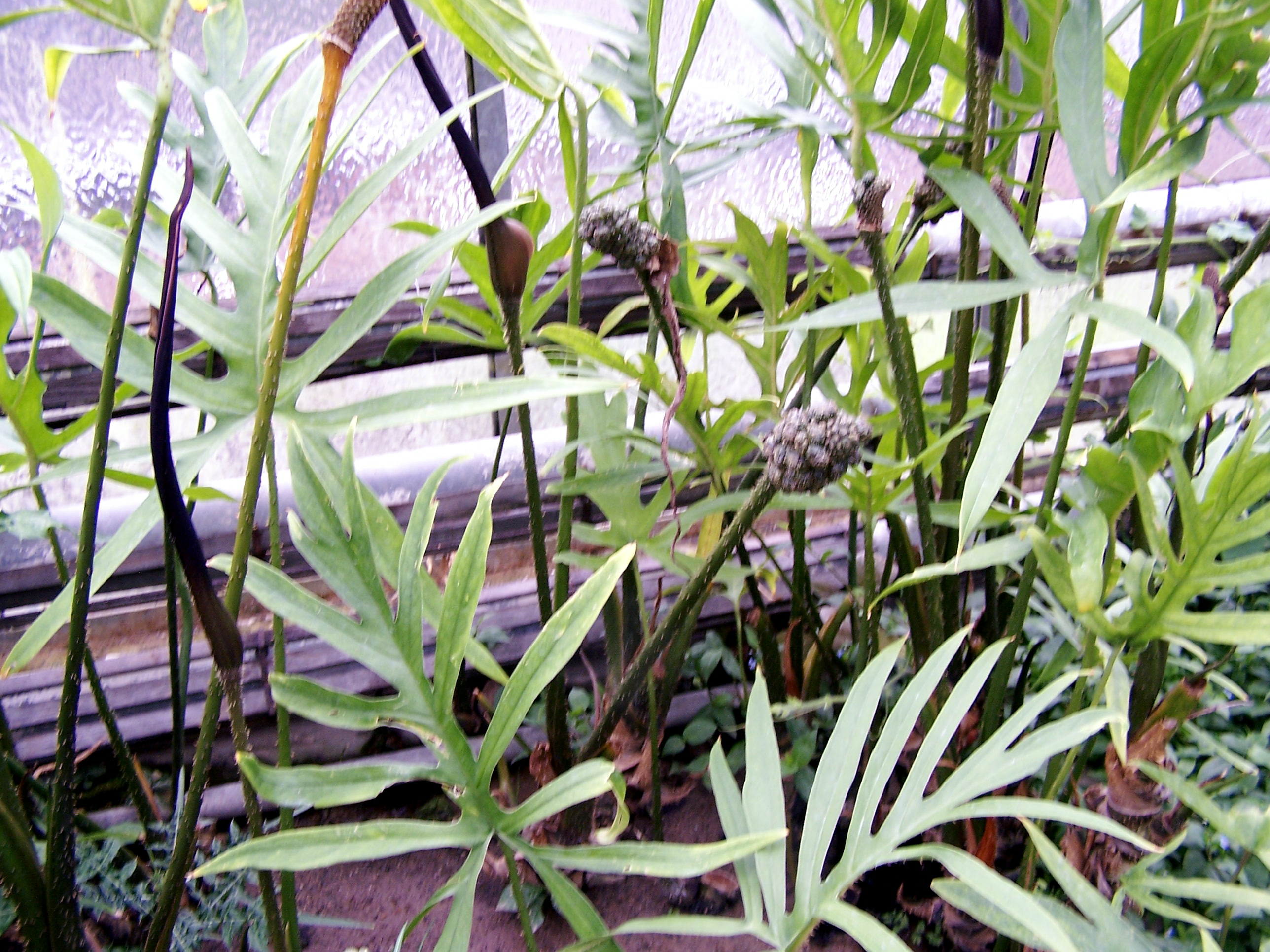

## Các chi
Phân họ này bao gồm 10 chi:
- Anaphyllopsis
- Anaphyllum
- Cyrtosperma: khúc tử vu
- Dracontioides
- Dracontium
- Lasia: chóc gai
- Lasimorpha
- Podolasia
- Pycnospatha
- Urospatha.